# 埃特雷瑞斯特
埃特雷瑞斯特（法語：Étréjust）是法国皮卡第大区索姆省的一个市镇，属于阿布维尔区瓦斯蒙县。该市镇2009年时的人口为44人。

## 人口
埃特雷瑞斯特人口变化图示
| 数据来源：INSEE |